# Мироненко Олександр Олексійович

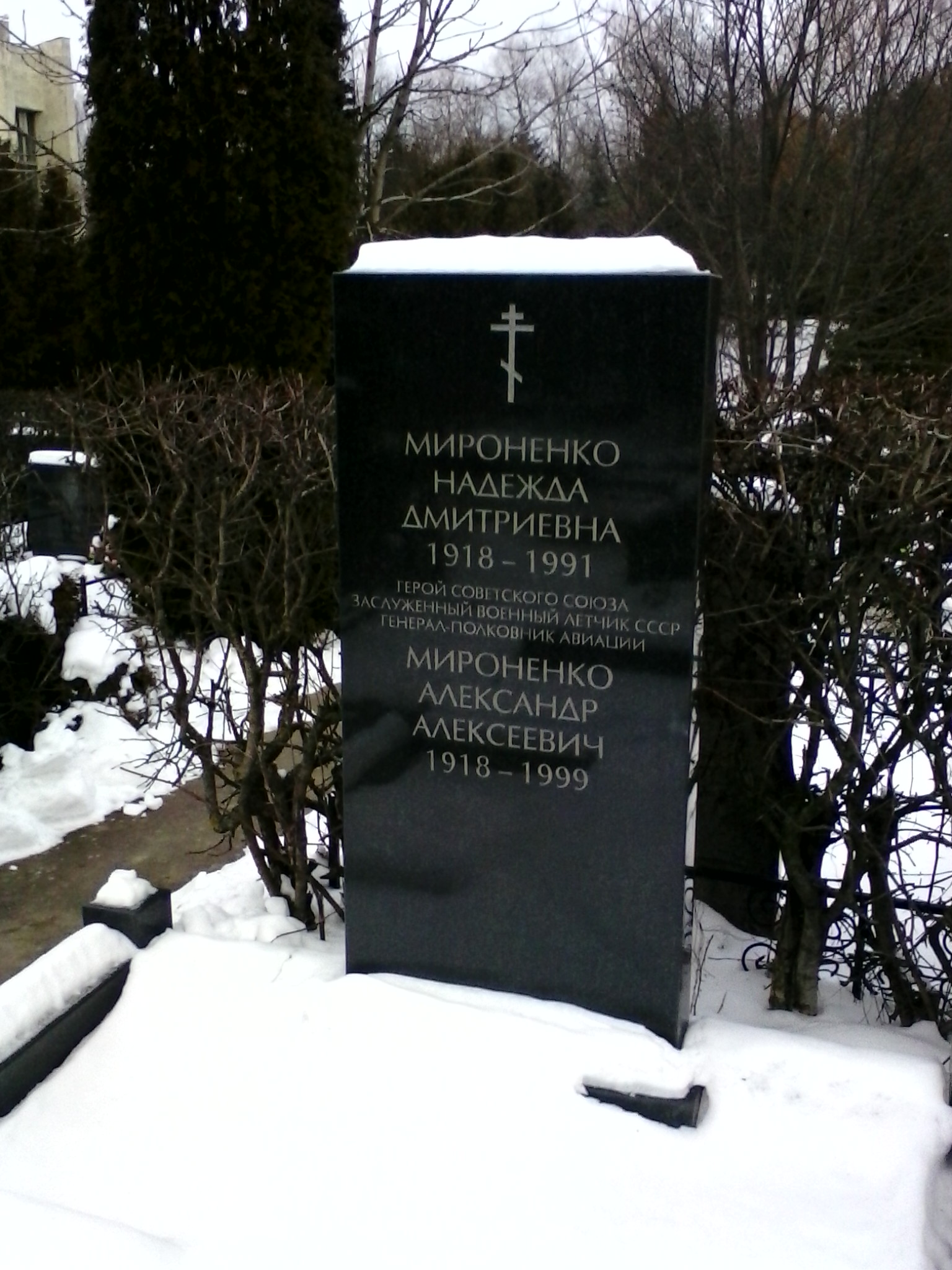
Могила на Троєкурівському цвинтарі Москви

Олекса́ндр Олексі́йович Миро́ненко (* 19 квітня 1918, с. Івахники (нині Яхники) Лохвицький повіт, Полтавська губернія, УНР — 17 липня 1999, Москва, РФ) — Герой Радянського Союзу (1944), генерал-полковник авіації (1965), заслужений військовий льотчик СРСР (1965), кандидат військово-морських наук (1967). Депутат Верховної Ради УРСР 7-го скликання.

## Життєпис
Учасник німецько-радянської війни: в червні-вересні 1941 — командир ланки 5-го винищувального авіаційного полку ВПС ВМФ, у вересні 1941 — серпні 1942 — командир ланки 71-го винищувального авіаційного полку ВПС ВМФ, в серпні 1942 — січні 1943 — командир авіаескадрильї 11-го винищувального авіаційного полку ВПС ВМФ. У січні—травні 1943 — командир 12-ї окремої винищувальної авіаційної ескадрильї ВПС ВМФ, в червні 1943 — травні 1945 — командир 13-го (з липня 1944 — 14-го гвардійського) винищувального авіаційного полку ВПС ВМФ. Воював у складі ВПС Балтійського флоту.
Брав участь в обороні Талліна і Ленінграда, зняття блокади Ленінграда, Виборзько-Петрозаводській операції, Прибалтійській операції, Східно-Прусській операції і блокаді курляндського угруповання противника.
За час війни здійснив 671 бойовий виліт на винищувачах І-15 біс, МіГ-3, Як-7Б і Як-9, в 74 повітряних боях збив особисто 16 і в складі групи 5 літаків противника.
До жовтня 1945 року продовжувала командувати винищувальних авіаполком ВПС Балтійського флоту.
У 1948 році закінчив Військово-морську академію імені Ворошилова.
З грудня 1948 року командував 7-ю винищувальною авіадивізією (ВПС 5-го ВМФ). З лютого 1949 року — помічник командувача ВПС 5-го ВМФ по ВВС, з вересня 1952 року — командир 106-го винищувального авіакорпусу ППО (ВПС Тихоокеанського флоту), з серпня 1954 року — помічник командувача ВПС Тихоокеанського флоту.
У травні 1956 — січні 1971 року — командувач ВПС Чорноморського флоту. У 1969 році закінчив Вищі академічні курси при Військовій академії Генерального штабу Збройних сил СРСР.
У січні 1971 — серпні 1974 року — начальник штабу авіації ВМФ, у серпні 1974 — липні 1982 року — командувач авіації ВМФ СРСР.
З 1982 року — науковий консультант в Науково-технічному комітеті ВМФ. З грудня 1987 року генерал-полковник авіації Мироненко — у відставці. Працював референтом в Науково-технічному комітеті ВМФ у Москві.
Помер 17 липня 1999 року. Похований на Троєкуровському цвинтарі в Москві.

## Нагороди та звання
- Герой Радянського Союзу (22.07.1944)
- три ордени Леніна (24.11.1942; 22.07.1944; 31.10.1967)
- орден Жовтневої Революції (21.02.1978)
- три ордени Червоного Прапора (24.09.1941; 3.11.1943; 22.06.1944)
- орден Ушакова 2-го ступеня (23.05.1945)
- орден Вітчизняної війни 1-го ступеня (11.03.1985)
- два ордени Червоної Зірки (26.02.1953; 9.03.1956)
- орден «За службу Батьківщині в Збройних Силах СРСР» 3-го ступеня (30.04.1975)
- медалі СРСР
- Заслужений військовий льотчик СРСР (19.08.1965)